# Boys Like Girls (음반)
| 전문가 평가  | 전문가 평가 |
| 평가 점수    | 평가 점수   |
| 출처         | 점수        |
| ------------ | ----------- |
| AbsolutePunk | (65%)       |
| AllMusic     | [ 2 ]       |
| IGN          | 6.8/10      |
| Melodic      | [ 4 ]       |

《Boys Like Girls》는 미국의 팝 록 밴드 보이즈 라이크 걸즈의 데뷔 스튜디오 음반이다. 이 음반은 2006년 8월 22일 컬럼비아 레코드와 레드 잉크가 발매했다. 그 음반은 비평가들로부터 엇갈린 반응을 얻었다. 《Boys Like Girls》는 빌보드 200에서 55위에 올랐고 〈Hero/Heroine〉, 〈The Great Escape〉, 〈Thunder〉라는 세 개의 싱글 음반을 발매했다. 이 음반을 홍보하기 위해, 이 밴드는 다양한 팝 펑크 공연의 지원으로 북미와 영국 전역을 돌며 음악 축제와 놀이공원에 출연했다.

## 배경
보이즈 라이크 걸즈는 2005년 말 IDK의 보컬이자 기타리스트인 마틴 존슨이 녹음하고 싶은 몇 곡을 작곡하면서 결성되었다. 그 후 그는 베이시스트인 브라이언 도나휴와 드러머 존 키프를 데려왔는데, 둘 다 존슨이 지역 연극인 랭캐스터와 더 벤즈에서 연주했었다. 키프는 차례로 기타리스트 폴 디조반니를 영입했다. 그들은 온라인에 몇 개의 데모를 올렸고, 연말에는 예매 담당자 맷 갤과 프로듀서 맷 스콰이어가 이 밴드와 함께 일하기를 원한다는 것을 알게 되었다. 2006년 2월과 3월에 이 밴드는 미국 투어에서 어 쏜 포 에브리 하트를 지원했다. 결론에 따라, 이 밴드는 스콰이어와 함께 데뷔 음반을 녹음하러 갔다. 그는 프로듀서이자 엔지니어 역할을 했다. 그는 사우스 비치 스튜디오에서 페미오 에르난데스의 도움으로 톰 로드알지가 섞은 〈The Great Escape〉과 〈On Top of the World〉를 제외한 모든 트랙을 섞었다. 조지 마리노는 뉴욕의 스털링 사운드에서 음반을 마스터했다.

## 곡 목록
모든 곡들은 특별한 언급이 없는 한 마틴 존슨에 의해 작사/작곡하였다.
| #   | 제목                      | 작사·작곡                    | 재생 시간 |
| --- | ------------------------- | ---------------------------- | --------- |
| 1.  | The Great Escape          | 존슨, 샘 홀랜더, 데이브 캐츠 | 3:28      |
| 2.  | Five Minutes to Midnight  | 존슨, 홀랜더, 캐츠           | 3:47      |
| 3.  | Hero/Heroine              |                              | 3:52      |
| 4.  | On Top of the World       |                              | 3:36      |
| 5.  | Thunder                   |                              | 3:56      |
| 6.  | Me, You and My Medication |                              | 4:28      |
| 7.  | Up Against the Wall       | 존슨, 홀랜더, 캐츠           | 3:39      |
| 8.  | Dance Hall Drug           |                              | 3:29      |
| 9.  | Learning to Fal           | 존슨, 홀랜더, 캐츠           | 3:04      |
| 10. | Heels Over Head           |                              | 3:08      |
| 11. | Broken Man                |                              | 3:31      |
| 12. | Holiday                   |                              | 5:08      |